# Schudder

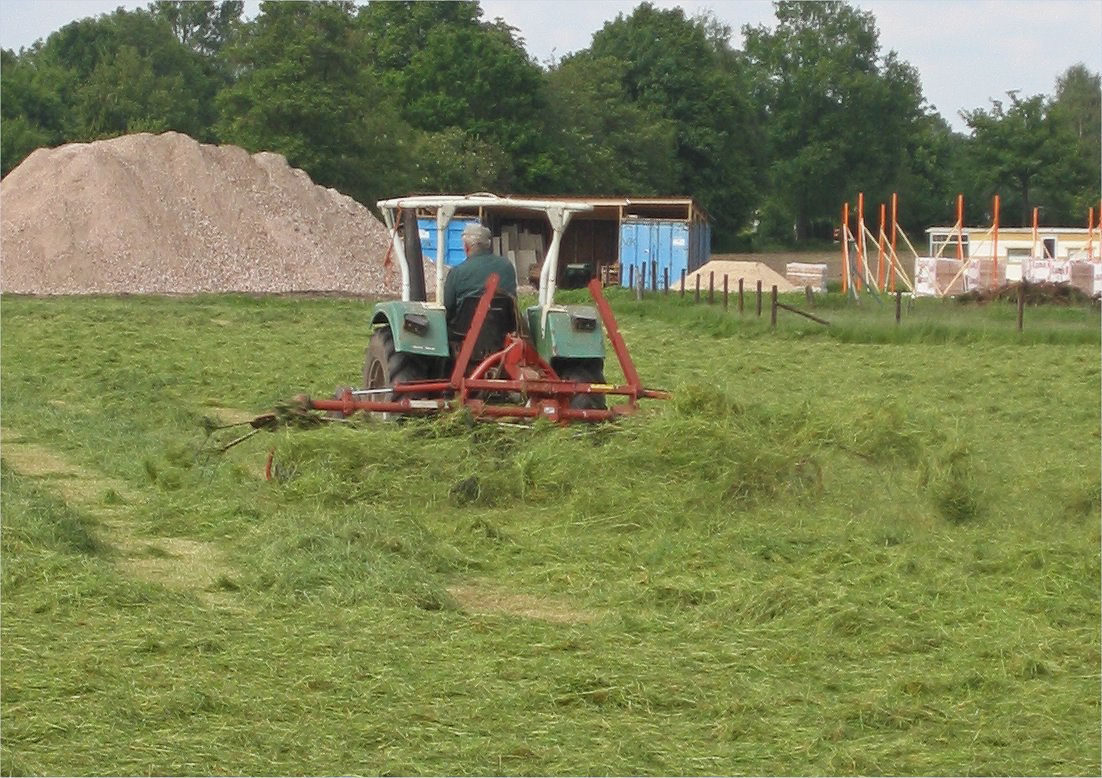
Schudder aan het werk

Een schudder is een landbouwmachine in de rundveehouderij voor op een trekker, die gebruikt wordt voor het schudden van pas gemaaid gras. Door enkele keren te schudden droogt het gras sneller en kan het al na één tot twee dagen drogen ingekuild of tot kuilgrasbalen samengeperst worden.
Een schudder bestaat uit een aantal rotors met armen waaraan tanden zitten. Doordat de rotors voorover hellen, pakken de tanden het gras op van de grond en wordt het achter de schudder de lucht in gegooid.
Afhankelijk van de uitvoering van de schudder, kan deze getrokken of gedragen worden. De schudder wordt aangedreven via de aftakas door de trekker. Er zijn schudders tot een breedte van 20 meter.